# Sigfrid Karg-Elert

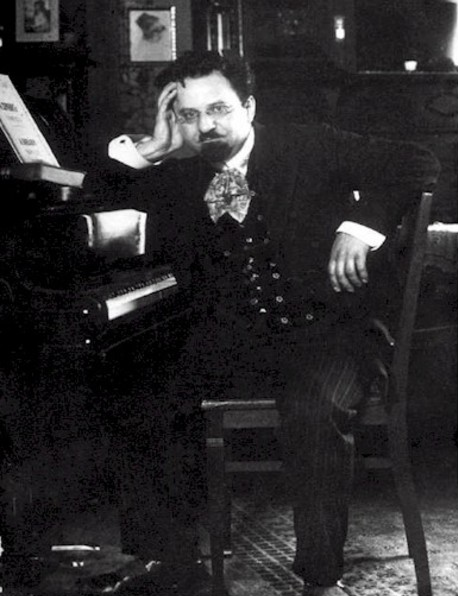
Sigfrid Karg-Elert

Sigfrid Karg-Elert (eigentlich Siegfried Theodor Karg; * 21. November 1877 in Oberndorf am Neckar; † 9. April 1933 in Leipzig; Pseudonyme: Teo von Oberndorff, Dr. Ottmar Bergk u. a.) war ein deutscher Komponist, Musiktheoretiker, Musikpädagoge, Pianist, Organist und Harmoniumspieler.

## Leben
Siegfried Karg war das jüngste von zwölf Kindern des Redakteurs Johann Jacob Karg (1823–1889) und dessen Frau Maria Friederike geb. Ehlert (1839–1908). 1882 übersiedelte die Familie nach Leipzig, wo der musikalisch begabte Junge in den Chor der Johanniskirche eintrat, Klavierunterricht erhielt und bald erste Musikstücke komponierte. Nachdem er 1896 dem Komponisten Emil Nikolaus von Reznicek eigene Werke vorgelegt hatte, vermittelte dieser ihm ein dreijähriges Stipendium am Leipziger Konservatorium, wo Karg bei Salomon Jadassohn, Carl Reinecke, Alfred Reisenauer, Robert Teichmüller und anderen studierte.
1901 ging er als Klavierlehrer ans Sannemannsche Konservatorium der Musik nach Magdeburg, wo er seinen Namen in Sigfrid Karg-Elert änderte. Ein Jahr später übernahm er auch gleiche Funktionen am Magdeburger Neuen Konservatorium für Musik, kehrte aber bald wieder nach Leipzig zurück. Dort begann er auf Anraten des Komponisten Edvard Grieg, sich verstärkt der Komposition zu widmen, zunächst überwiegend von Klaviermusik. 1904 begegnete er dem Musikverleger Carl Simon, der ihn auf die Möglichkeiten des Kunstharmoniums hinwies. Karg-Elert brachte sich das Spielen des Instruments selbst bei und schuf bis zu seinem Lebensende den umfangreichsten und bedeutendsten Werkkatalog an Harmoniummusik überhaupt. Durch den Gewandhausorganisten Paul Homeyer wurde er ermutigt, einige Harmoniumstücke für die Orgel zu bearbeiten, bevor er 1909 mit den 66 Choral-Improvisationen op. 65 seine ersten Originalbeiträge zur Orgelliteratur schrieb.

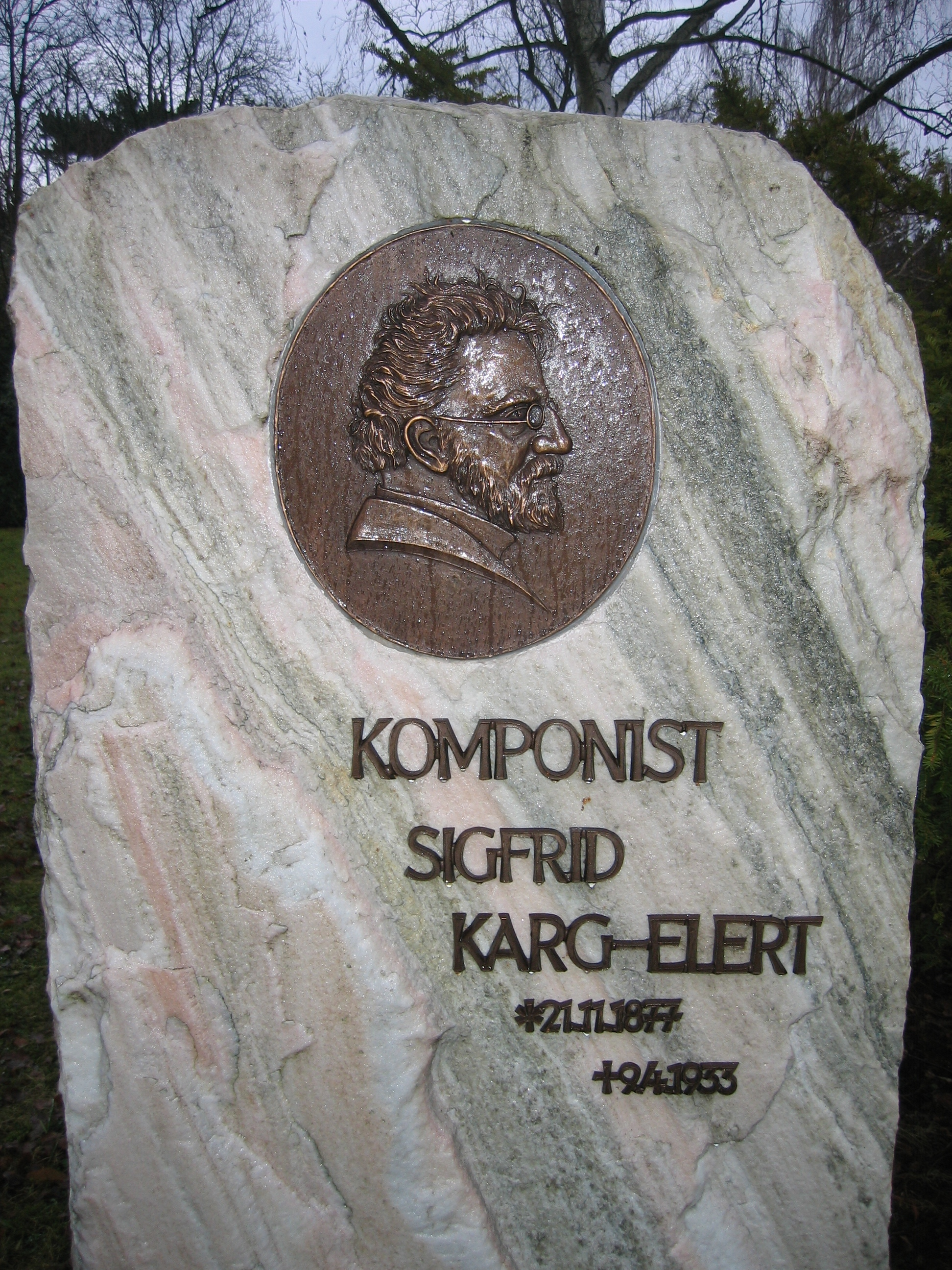
Grabstein auf dem Leipziger Südfriedhof (mit Reliefporträt)

1910 heiratete Karg-Elert Minna Luise Kretzschmar (1890–1971), vier Jahre später wurde die Tochter Katharina (1914–1984) geboren. Im Ersten Weltkrieg absolvierte der Komponist 1915 seinen Militärdienst als Regimentsmusiker. Ab 1919 war er Dozent für Musiktheorie und Komposition am Leipziger Konservatorium, 1932 ernannte man ihn dort zum Professor.
Während seine Werke besonders in Großbritannien und den USA sehr beliebt waren, sah sich Karg-Elert als Orgelkomponist in Deutschland hinter dem von ihm kritisch beäugten Max Reger zurückgesetzt, von dessen in Leipzig wirkenden Apologeten Karl Straube und Hermann Grabner er häufig angefeindet wurde. Auch das in den 1920er und 1930er Jahren zunehmend unter den Einfluss des aufkeimenden Nationalsozialismus geratende Kulturklima schadete dem eher international orientierten Karg-Elert sehr. Obwohl bereits schwer an einer Diabeteserkrankung leidend, nahm er deshalb 1932 die Einladung an, in den USA Orgelkonzerte zu geben. Die Konzertreise entpuppte sich wegen Karg-Elerts begrenzter Fähigkeiten im Orgelspiel bald als Misserfolg. Zurückgekehrt nach Leipzig, verschlechterte sich sein Gesundheitszustand so sehr, dass er im April 1933 im Alter von 55 starb. Sein Grab befindet sich auf dem Leipziger Südfriedhof.
Nach seinem Tod wurde der Name des Nichtjuden Karg-Elert von den Nationalsozialisten in die erste Auflage des berüchtigten Musikalisches Juden-ABC aufgenommen. Zwar konnte seine Tochter erreichen, dass er 1936 aus dem Lexikon entfernt wurde, dennoch wurden die Werke des Komponisten in Deutschland kaum noch gespielt. Nach dem Zweiten Weltkrieg stand einer Wiederbelebung seines Schaffens die an barocken Klangidealen orientierte Orgelbewegung im Wege. Erst seit den 1970er Jahren erkannte man allmählich wieder die Bedeutung von Karg-Elerts Musik.

### Nachlass
Zahlreiche Briefe und Musikalien Karg-Elerts sind im Archivgut des Carl Simon Verlags erhalten, das sich als Teil des Bestandes 21081 Breitkopf & Härtel im Sächsischen Staatsarchiv, Staatsarchiv Leipzig befindet.

## Tonsprache
Sigfrid Karg-Elert sah sich selbst als exzentrischen Einzelgänger. Sein Schaffen vereint auf individuelle Weise teils sehr verschiedene Einflüsse, z. B. von Johann Sebastian Bach (dem er in vielen Kompositionen durch das B-A-C-H-Motiv huldigte), Edvard Grieg, Claude Debussy, Alexander Skrjabin und dem frühen Arnold Schönberg. Im Großen und Ganzen lässt sich sein Stil als spätromantisch mit impressionistischen und expressionistischen Einschlägen charakterisieren. Seine ausgezeichneten musiktheoretischen Kenntnisse ermöglichten es ihm, die Harmonik bis an ihre Grenzen auszureizen, ohne dass die tonalen Zusammenhänge verloren gingen. Karg-Elert komponierte überwiegend für kleinere Besetzungen, bevorzugt für Orgel, Harmonium und Klavier, auch Kammermusik, Lieder und Chorwerke. Obwohl er kaum Orchestermusik hinterlassen hat, zeigt sich aber an den übrigen Kompositionen, insbesondere den Orgelwerken, dass er ausgeprägt sinfonische Klangvorstellungen hegte.

## Musiktheoretisches Schaffen
Karg-Elert gilt als einer der Hauptvertreter der von Hugo Riemann begründeten polaren Dur-Moll-Auffassung, nach welcher die Untertonreihe das spiegelsymmetrische Gegenstück zur Obertonreihe darstellt. Dur ist aus der Obertonreihe, Moll aus der Untertonreihe entwickelt. Somit ist nach Karg-Elert der Mollakkord die Spiegelung des Durakkordes und baut sich nach unten hin über Unterterz und Unterquinte auf (bei Grundton c’’ ist as’ Unterterz, f’ Unterquinte), woraus für Moll umgekehrte Funktionsbezeichnungen resultieren. Ausgehend davon entwickelte Karg-Elert ein musiktheoretisches System, nach dem jeder Klang innerhalb einer tonalen Ordnung funktional erklärbar ist. Weitergeführt wurden Karg-Elerts Theorien vor allem von seinen Schülern Fritz Reuter und Paul Schenk.
Karg-Elert vertritt die These, dass eine siebenstufige Tonleiter, welche die harmonisch-reine Intonation der Hauptfunktionen T, S und D erlaubt, melodisch unsauber wirkt, da die jeweiligen Terzen – in C-Dur beispielsweise ,e / ,a und ,h – im melodischen Zusammenhang als zu niedrig empfunden werden können.
„In didymischer Auffassung ist ,cis tiefer als 'des; ,gis tiefer als 'as; ,dis tiefer als ,es; usw. Eine Bewertung, die dem melodischen Schrittempfinden des instinktiven Musikers durchaus widerspricht! Und in der Tat ist die naturgewollte primäre Terz gar kein melodisches, sondern ein harmonisches Intervall. […] Die griechische, mathematisch orientierte Musiktheorie zählte die pythagoreische Terz den Dissonanzen zu. Sie hatte in dem Sinne recht, als der Begriff der Konsonanz und Dissonanz ja durchaus eine harmonische Wertung ist. […] Die Linearität der Melodie hat nichts mit großen und kleinen Ganztönen, mit Kommadifferenzen und dergleichen zu schaffen.“

## Werke (Auswahl)

### Orgelwerke
- 66 Choral-Improvisationen op. 65
- Trois Impressions op. 72
- Chaconne und Fugentrilogie mit Choral op. 73
- Sonatine a-Moll op. 74. Möseler, Wolfenbüttel 1977
- 20 Präludien und Postludien op. 78
- 3 Symphonische Kanzonen für Orgel op. 85
- 10 Charakteristische Tonstücke op. 86
- Symphonischer Choral „Ach bleib mit deiner Gnade“ op. 87, 1
- Symphonischer Choral „Jesu meine Freude“ op. 87, 2
- Symphonischer Choral „Nun ruhen alle Wälder“ op. 87, 3
- 3 Pastelle op. 92
- Seven Pastels from the Lake of Constance op. 96
- Partita in E-Dur op. 100
- Cathedral Windows op. 106
- Drei Impressionen op. 108
- Triptych op. 141
- Sempre semplice op. 142, 1
- Drei neue Impressionen op. 142, 2
- Sinfonie fis-Moll op. 143
- Kaleidoskop op. 144
- Musik für Orgel op. 145
- Introduktion, Passacaglia und Fuge über B-A-C-H op. 150
- Partita retrospettiva III op. 151
- Acht kurze Stücke op. 154
- Rondo alla campanella op. 156. Möseler, Wolfenbüttel 1986

### Harmoniumwerke
- Passacaglia, es, op. 25, 1903–5, rev. als op. 25b, org, 1905–1907
- 6 Skizzen, op. 10, 1904
- Improvisation (Ostinato und Fughetta), E, op. 34, 1905, arr. Org
- 5 Monologe, op. 33, 1905, no.4 arr. org
- Partita, D, op. 37, 1905, movts 1, 3, 4, arr. Org, 1906–11
- Phantasie and Fugue, D, op. 39, 1905, arr. Org
- 5 Aquarellen, op. 27, 1905, arr. Org, Kunstharmonium
- 8 Konzertstücke, op. 26, 1905–6, nos.1, 4, 6, 7 arr. hmn, pf, Kunstharmonium
- Sonata no. 1, b, op. 36, 1905, 2nd movt arr. Org, Kunstharmonium
- 3 Sonatinas, G, e, a, op. 14, 1906, Kunstharmonium
- Scènes Pittoresques, op. 31, 1906; nos. 1 and 6 arr. hmn/pf, Kunstharmonium
- Silhouetten, op. 29, hmn/pf, 1906
- Leichte Duos (T. v. Obendorff), c, woo 7, hmn/pf, 1906, Kunstharmonium
- Poesien, op. 35, hmn/pf, 1907, Kunstharmonium
- Renaissance, op. 57, 1907, Kunstharmonium
- 5 Miniaturen, op. 9, 1908, Kunstharmonium
- Sonata no. 2, b, op. 46, 1909–12, 2 movt arr. Org, 1911, Kunstharmonium
- 2 Tondichtungen, op. 70, 1910, Kunstharmonium
- Intarsien, op. 76, 1911, Kunstharmonium
- Schule für Harmonium, op. 99
- Portraits von „Palestrina bis Schönberg“, op. 101, 1913–1923
- Die hohe Schule des Ligatospiels, op. 94, hmn/pf, 1912
- Erste grundlegende Studien, op. 93, 1913
- Gradus ad Parnassum, op. 95, 1913–1914
- 12 Impressionen, op. 102, 1914
- Romantische Stücke (Impressionen aus dem Riesengebirge), op. 103, 1914
- 7 Idyllen, op. 104, 1914
- Tröstungen (8 religiöse Stimmungsbilder), op. 47, 1918
- Innere Stimmen, op. 58, 1918–1919

### Klavierwerke
- Reisebilder. Eine Suite von acht Klavierstücken op. 7
- Drei Walzer-Capricen. Für Klavier zu vier Händen op. 16
- Aus dem Norden. Sechs lyrische Stücke op. 18
- Scandinavische Weisen. Sieben Vortragsstücke op. 28
- Walzerszenen op. 45
- Sonate Nr. 1 fis-moll op. 50
- Patina. Zehn Miniaturen im Stile des XVIII. Jahrhunderts op. 64 [I]
- Drei Sonatinen op. 67
- Dekameron. Eine Suite (a-Moll) von zehn leichten, instruktiven Charakterskizzen op. 69
- Poetische Bagatellen op. 77
- Sonate Nr. 2 op. 80 (gilt heute als verschollen)
- Sonate (Patetica) Nr. 3 cis-Moll op 105
- Partita (g-Moll) op. 113
- Exotische Rhapsodie (Dschungel Impressionen) op. 118
- Heidebilder. Zehn kleine Impressionen op. 128
- Mosaik. 29 kleine, instruktive Stücke op. 146

### Kammermusik
- 2 Stücke für Violine und Orgel op. 48b
- Trio für Oboe, Klarinette und Englischhorn op. 49/1
- Sonate für Violoncello und Klavier A-Dur op. 71
- Zehn Charakterstudien für zwei Violinen op. 90
- Sonate für Flöte und Klavier B-Dur op. 121
- Sonate für Klarinette solo op. 110
- Suite pointilistique op. 135 für Flöte und Klavier
- Sonate für Klarinette (Viola) und Klavier H-Dur op. 139b
- 25 Capricen und Sonate für Saxophon solo op. 153
- Sinfonische Kanzone für Flöte und Klavier op. 114
- Sonata Appassionata fis-moll für Flöte allein op.140
- Impressions exotiques für Flöte und Klavier op.134
- 30 Caprices für Flöte allein op. 107

### Vokalmusik
- Die Grablegung Christi op. 84
- 2 Gesänge mit Orgel op. 98
- Requiem op. 109

### Sonstige Werke
- Etüden-Schule für Oboe oder Englisch Horn op. 41

### Schriften
- Edvard Grieg. Biographisch-kritische Skizze. In: Die Musik-Woche. Moderne illustrierte Zeitschrift. 3 (1903), Nr. 24, ZDB-ID 1410387-4, S. 226–229.
- Gustav Mahler. Kritisch-biographische Skizze. In: Die Musik-Woche. Moderne illustrierte Zeitschrift. 33 (1903), Nr. 31, S. 299f.
- Gottfried Grunewald. Eine kritische und biographische Skizze. In: Die Musik-Woche. Moderne illustrierte Zeitschrift. 3 (1903), Nr. 32, S. 306f.
- Christian Sinding. Biographie und Erläuterung seiner Werke. In: Die Musik-Woche. Moderne illustrierte Zeitschrift. 3 (1903), Nr. 36 und 37, S. 346–348 und 359–361.
- Theodor Kirchner. Ein Nekrolog. In: Die Musik-Woche. Moderne illustrierte Zeitschrift. 3 (1903), Nr. 38, S. 367–369.
- Sophie Menter. Biographische Skizze. In: Die Musik-Woche. Moderne illustrierte Zeitschrift. 4 (1904), Nr. 3, S. 18f.
- Dr. Eduard Lassen †. Ein Nekrolog. In: Die Musik-Woche. Moderne illustrierte Zeitschrift. 4 (1904), Nr. 4, S. 26–28.
- Hermann Kretzschmar. Eine biographische Skizze. In: Die Musik-Woche. Moderne illustrierte Zeitschrift. 4 (1904), Nr. 19, S. 146f.
- Felix von Weingartner als Dirigent und Komponist. Eine Skizze. In: Die Musik-Woche. Moderne illustrierte Zeitschrift. 4 (1904), Nr. 22, S. 170f.
- Freiherr E. N. von Rezniček. In: Die Musik-Woche. Moderne illustrierte Zeitschrift. 4 (1904), Nr. 27 und 28, S. 210f, 218f.
- Das Harmonium und die Hausmusik. In: Zeitschrift für Instrumentenbau. (1906–1907), Bd. 27, S. 929–931.
- Die Reform des modernen Druckwind-Harmoniums. Ein Dispositionsvorschlag. Anliegend eine Dispositionstabelle. In: Zeitschrift für Instrumentenbau. (1907–1908), Bd. 28, Hefte 24–27, S. 800–802, 834-837, 873-874, 905-906.
- Bror Beckmann als Harmonium-Komponist. In: Das Harmonium. Zeitschrift für Hausmusik. 7 (1909), ZDB-ID 383041-XS. 105–108.
- Die Solo- und kombinierte Percussion. In: Das Harmonium. Zeitschrift für Hausmusik. 9 (1911), N. 1/2, S. 5–7, 22f.
- Die bewegliche Maus und Paul Harms. In: Zeitschrift für Instrumentenbau (1910/11), Band 31, Heft 29, S. 1107f.
- Der neue Miniatur-Weltflügel von R. Siegel in Stade. In: Zeitschrift für Instrumentenbau. (1910–1911), Bd. 31, Heft 26 , S. 964f.
- Die Kunst des Registrierens. Ein Hand- und Nachschlagebuch für Spieler aller Harmoniumsysteme Op. 91. Simon, Berlin, DNB 560611064
  - Teil 1: Das Druckluftsystem. 1911.
  - Teil 2: Das Saugluftsystem. 1915
- Die neue „Deutsche Harmoniumzungen-Fabrik“ von Th. Mannborg in Pegau i. Sa., ein wichtiges deutsches Unternehmen. In: Zeitschrift für Instrumentenbau. (1911–1912), Bd. 32, Heft 22, S. 822f.
- Das moderne Kunstharmonium. Eine Plauderei. Simon, Berlin um 1914, DNB 362504091.
- Die Reform des modernen Druckwind-Harmoniums. Ein Dispositionsvorschlag. Simon, Berlin um 1914, DNB 362504105.
- Die Grundlagen der Musiktheorie. Ein modernes Lehr- und Aufgabenbuch für die Fachausbildung und den Selbstunterricht. Teil 1: Elementareinführung : Noten-, Schlüssel-, Intervallen- und Skalenlehre (= Kleine praktische Kompositionslehre). Leipzig 1920, DNB 560611056.
- Wie ich zum Harmonium kam. In: Der Harmoniumfreund. Zeitschrift für Hausmusik und Kunst. 1 (1927), Nr. 1, ZDB-ID 1452771-6, S. 4f.
- Orgel und Harmonium. Eine Skizze. In: Musik-Taschenbuch für den täglichen Gebrauch (= Edition Steingräber. Nr. 60), Leipzig um 1929, DNB 58079752X, S. 275–301.
- Konservatorium und Musikerziehung. In: Deutsche Tonkünstler-Zeitung. 27 (1929), Nr. 5, ZDB-ID 206596-4, S. 433–436.
- Akustische Ton-, Klang- und Funktionsbestimmung. Die Polarität der naturgegebenen Ton- und Klangproportionen. Ein Beitrag zu jeder Lehre von der Harmonik und musikalischen Akustik. Rothe, Leipzig [1930], DNB 361028784.
- Polaristische Klang- und Tonalitätslehre (Harmonologik). (PDF; 21,8 MB) Verlag von F. E. C. Leuckart, Leipzig 1931, DNB 361028776.
- Günter Hartmann (Hrsg.): Karg-Elerts Harmonologik. Vorstufen und Stellungnahmen (= Orpheus-Schriftenreihe zu Grundfragen der Musik. Bd. 93), ISBN 978-3-922626-93-0.
- Thomas Lipski (Hrsg.): Sigfrid Karg-Elert. Die theoretischen Werke. Harmonologik, Akustische Ton-, Klang- und Funktionsbestimmung, Orgel und Harmonium. Ewers, Paderborn 2004, ISBN 978-3-928243-16-2.

## Tondokument
- Feierlicher Zug zum Münster aus „Lohengrin“ (Richard Wagner). Kunstharmonium, gespielt von Sigfried Karg-Ehlert. Polyphon Nr. 15 452 (Matr. 26 087), aufgenommen um 1914, anzuhören auf YouTube